# Wolfgang Röd
Wolfgang Röd (* 13. Mai 1926 in Oderberg, Teschener Schlesien; † 17. August 2014 in Innsbruck) war ein österreichischer Philosophiehistoriker. Er war von 1977 bis 1996 Professor für Geschichte der Philosophie und Systematische Philosophie an der Universität Innsbruck. Röd trat besonders als Autor und Herausgeber von Werken zur Geschichte der Philosophie hervor. Er war Herausgeber der bei C. H. Beck erscheinenden vierzehnbändigen Geschichte der Philosophie.

## Leben und Wirken
Röd entstammte einer Südtiroler Familie des Pustertals. Nach dem Abitur 1944 wurde er Soldat und geriet in Kriegsgefangenschaft. Ab 1947 studierte er Philosophie und Geschichte zunächst in Mailand, dann in Innsbruck. Nach der Promotion unterrichtete er an diversen Südtiroler Schulen und leitete die Mittelschule Bruneck. Nach Lehrtätigkeit an der Universität München wurde er 1977 an der Universität Innsbruck zum Professor ernannt. 1996 wurde er emeritiert.
Röd vertrat eine philosophische Position, die er im Anschluss an Henri Lauener „offene Transzendentalphilosophie“ bzw. in Abgrenzung zu anderen Spielarten „problematizistische Transzendentalphilosophie“ nannte und die er in seinem Buch Erfahrung und Reflexion entwickelte. Er verstand diese locker an Kant anschließende, mit zahlreichen ähnlichen Projekten zeitgenössischer deutscher Philosophen (u. a. Gerold Prauss, Peter Rohs) verwandte Transzendentalphilosophie als eine Theorie der Erfahrung nach analytischer Methode. Die Positionen dieser Theorie liegen auch seinen zahlreichen philosophiegeschichtlichen Arbeiten, insbesondere zu Kant und Descartes sowie zu anderen Philosophen des 17. Jahrhunderts zugrunde.
Er wurde mit dem  Tiroler Landespreis für Wissenschaft (1986) und dem Walther-von-der-Vogelweide-Preis (1989) ausgezeichnet.

## Schriften (Auswahl)
Als Autor:
- Descartes. Die innere Genesis des cartesianischen Systems. Reinhardt, München 1964; 2., völlig überarbeitete und erweiterte Auflage: Die Genese des Cartesianischen Rationalismus. Beck, München 1982, ISBN 3-406-09100-8.
- Geometrischer Geist und Naturrecht: Methodengeschichtliche Untersuchungen zur Staatsphilosophie im 17. und 18. Jahrhundert. Verlag der Bayerischen Akademie der Wissenschaften, München 1970.
- Descartes’ erste Philosophie. Versuch einer Analyse mit besonderer Berücksichtigung der Cartesianischen Methodologie. Bouvier, Bonn 1971 (Habilitationsschrift).
- Dialektische Philosophie der Neuzeit. Beck, München 1974; 2., völlig neubearbeitete Auflage 1986, ISBN 3-406-31571-2.
- Erfahrung und Reflexion. Theorien der Erfahrung in transzendentalphilosophischer Sicht. Beck, München 1991, ISBN 3-406-35231-6.
- Der Weg der Philosophie. 2 Bände. Beck, München 1994/1996, ISBN 3-406-38652-0.
- Kleine Geschichte der antiken Philosophie. Beck, München 1998, ISBN 3-406-42918-1.
- Benedictus de Spinoza. Eine Einführung. Reclam, Stuttgart 2002, ISBN 3-15-018193-3.
- Der Gott der reinen Vernunft. Ontologischer Gottesbeweis und rationalistische Philosophie. Beck, München 2009, ISBN 978-3-406-58569-2.
- Heureka. Philosophische Streifzüge im Licht von Anekdoten. Beck, München 2013, ISBN 978-3-406-64529-7.

Als Herausgeber und Autor:
- Geschichte der Philosophie. Beck, München 1976 ff.[4]
  - Bd. 1: Wolfgang Röd: Die Philosophie der Antike l: Von Thales bis Demokrit. 1976, 3. Auflage 2009.
  - Bd. 2: Andreas Graeser: Die Philosophie der Antike II: Sophistik und Sokratik, Platon und Aristoteles. 1983, 2. Auflage 1993.
  - Bd. 3: Malte Hossenfelder: Die Philosophie der Antike III: Stoa, Epikureismus und Skepsis. 1985, 2. Auflage 1995.
  - Bd. 4: Wolfgang Gombocz: Die Philosophie der ausgehenden Antike und des frühen Mittelalters. 1997.
  - Bd. 5: Theo Kobusch: Die Philosophie des Hochmittelalters. 2011 (Rezension).
  - Bd. 6: Thomas Leinkauf: Die Philosophie des Humanismus und der Renaissance. 2020.
  - Bd. 7: Wolfgang Röd: Die Philosophie der Neuzeit l: Von Francis Bacon bis Spinoza. 1978, 2. Auflage 1999.
  - Bd. 8: Wolfgang Röd: Die Philosophie der Neuzeit 2: Von Newton bis Rousseau. 1984.
  - Bd. 9/1: Wolfgang Röd: Die Philosophie der Neuzeit 3. Erster Teil: Kritische Philosophie von Kant bis Schopenhauer. 2006.
  - Bd. 9/2: Walter Jaeschke / Andreas Arndt: Die Philosophie der Neuzeit 3. Zweiter Teil: Klassische Deutsche Philosophie von Fichte bis Hegel. 2013.
  - Bd. 10: Stefano Poggi, Wolfgang Röd: Die Philosophie der Neuzeit 4: Positivismus, Sozialismus und Spiritualismus im 19. Jahrhundert. 1989.
  - Bd. 11: Pierfrancesco Basile, Wolfgang Röd: Die Philosophie des ausgehenden 19. und des 20. Jahrhunderts 1: Pragmatismus und analytische Philosophie. 2014.
  - Bd. 12: Helmut Holzhey, Wolfgang Röd: Die Philosophie des ausgehenden 19. und des 20. Jahrhunderts 2: Neukantianismus, Idealismus, Realismus, Phänomenologie. 2004 (Rezension).
  - Bd. 13: Rainer Thurnher, Wolfgang Röd, Heinrich Schmidinger: Lebensphilosophie und Existenzphilosophie. 2002 (Rezension).
  - Bd. 14: Wilhelm K. Essler, Wolfgang Röd: Die Philosophie der neuesten Zeit. Hermeneutik, Frankfurter Schule, Strukturalismus, Analytische Philosophie. 2019.